# Бузакі
Бузакі (італ. Busachi, сард. Busache) — муніципалітет в Італії, у регіоні Сардинія,  провінція Ористано.
Бузакі розташоване на відстані близько 370 км на південний захід від Рима, 95 км на північ від Кальярі, 31 км на північний схід від Ористано.
Населення — 1342 особи (2014).
Щорічний фестиваль відбувається 13 червня. Покровитель — Sant'Antonio di Padova.

## Демографія
Населення за роками:

Станом на 1 січня 2023 року в муніципалітеті офіційно проживали 4 іноземці з 4 країн, серед них 2 громадяни країн Євросоюзу.

## Сусідні муніципалітети
- Аллаї
- Фордонджанус
- Гіларца
- Ортуері
- Самугео
- Ула-Тірсо